# Col de la Madeleine

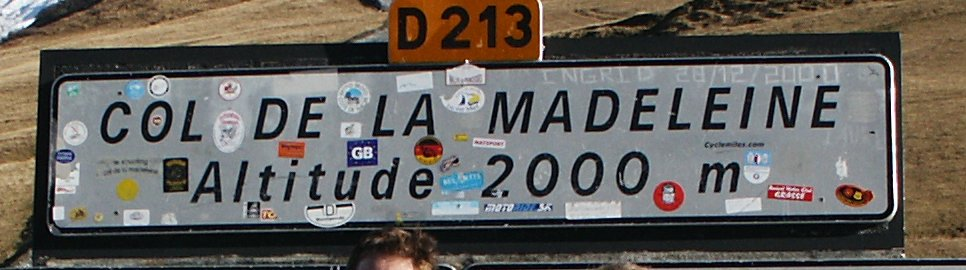
Col de la Madeleine.

Col de la Madeleine är ett 1993 m högt berg i Vanoisemassivet i de franska alperna. Det är mest känt för att det ofta ingår i Tour de France.